# 나의 조국 (스메타나)
〈나의 조국〉(체코어: Má vlast)은 체코의 작곡가 베드르지흐 스메타나가 1874년에서 1879년 사이에 작곡한 6악장 구성의  교향시이다. 이 곡은 원래 6개 각각 별개의 곡으로 발표됐고 초연도 따로따로 했지만, 지금은 마치 6악장으로 이루어진 한 작품인 것처럼 같이 연주하거나 녹음하는 경우가 많다. 하지만 두번째 곡 ‘블타바’만 따로 연주하는 경우도 있다.
이 작품은 스메타나가 19세기 말 유행했던 민족악파 음악의 관념을 프란츠 리스트가 선도한 교향시 형식과 결합한 것이다. 각 시는 보헤미아의 국토와 역사, 전설을 담고 있다.
스메타나는 프라하 혁명에도 참가하는 등 애국적인 면모를 지녔는데, 《나의 조국》도 그러한 영향을 많이 받아 민족적인 색채가 짙게 나타난다. 따라서 체코 사람들은 이 곡을 고국정신을 반영한 것으로 보고 있다.
총 연주시간은 1시간 20분이다

## 제1악장 '비셰흐라트'

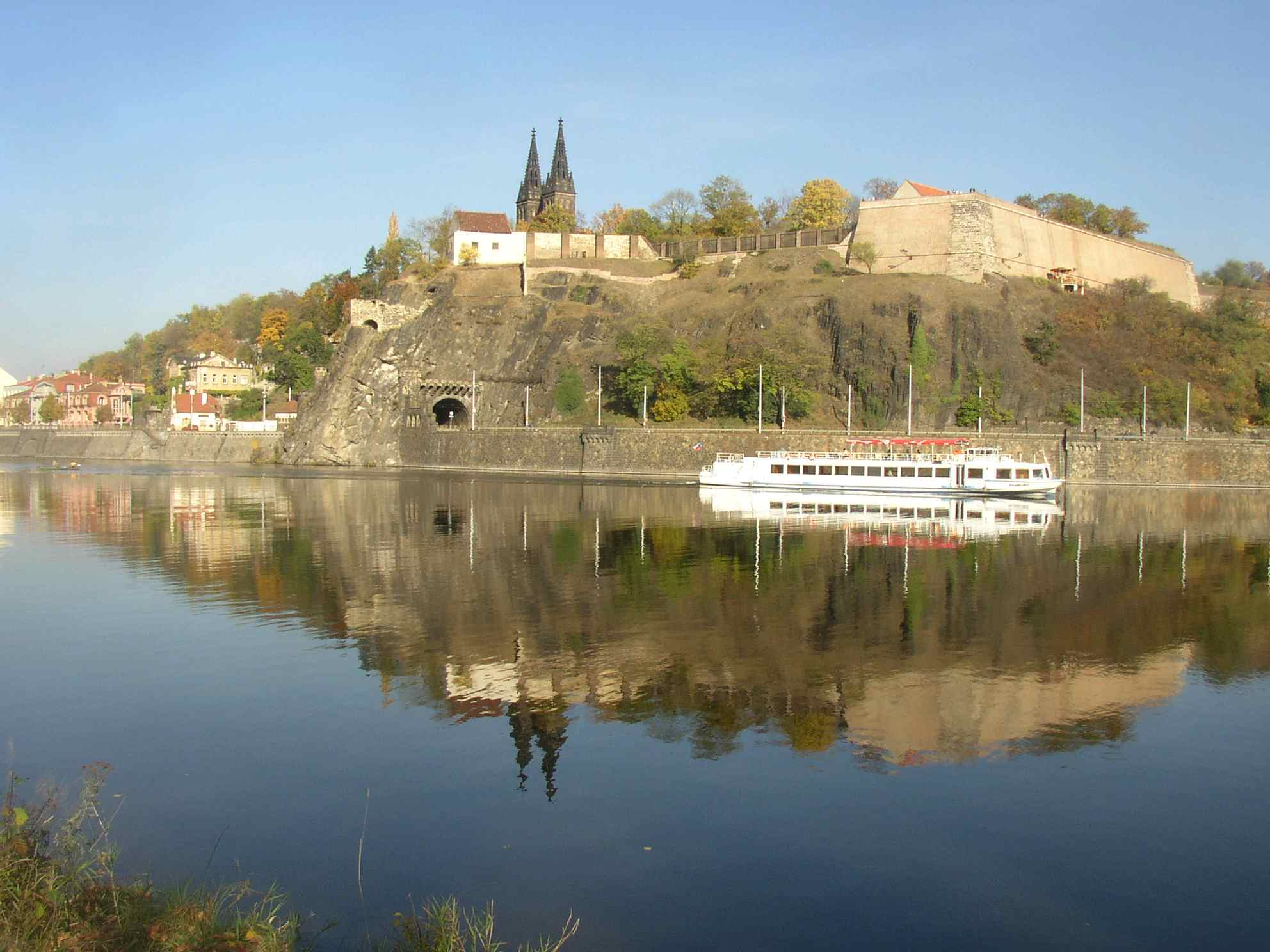
블타바 강의 비셰흐라트

Lento - Allegro Vivo ma non Azitato (느리게 - 아주 빠르고 성급함없이), 내림마장조, 3/4박자
1악장 비셰흐라트(Vyehrad, "높은 성")은 1874년 11월 18일에 작곡이 끝나 1875년 3월 14일에 초연되었다. 이 곡은 초기 체코 왕들의 왕좌가 있는 프라하의 비셰흐라트를 묘사하고 있다. 1874년 여름 그는 귀가 멀기 시작하여 말을 하지 않게 되었는데 10월 20일 아침 그는 일어나자 자신이 아무것도 들리지 않음을 깨달았다. 전날 밤에는 미약한 청력으로나마 오페라를 관람했기 때문이다.
이 시는 가수 루미르(Lumir)의 하프 소리로 시작한다. 그리고 성의 병기창을 묘사하는 소리가 지나간다. 이 부분에서 주요 모티프가 도입되는데, 이 모티프는 다른 곡에서도 계속 쓰인다. 4음 모티프(Bb-Eb-D-Bb)는 비셰흐라트 성을 나타내는데, 블타바의 끝에서도 나오며, 다시 블라니크의 종결부에 나온다. 도입 아르페지오를 연주할 때 하프 두 대가 필요하다. 딸림7화음이 지나면 관악기가 주제를 넘겨 받으며, 오케스트라 전체가 절정에 이르기 전에 이어 현악기가 나온다. 다음 부분에서 스메타나는 행진곡이 되는 빠른 박자로 성의 모티브를 다시 불러낸다. 장려한 절정부는 갑자기 성의 붕괴를 묘사하는 하강 패시지로 끊기며, 음악은 조용해진다. 그리고 도입부에 나온 하프 멜로디가 다시 나오고, 음악은 지금은 폐허가 된 성의 아름다움을 상기시킨다. 음악은 성 아래로 흐르는 블타바 강을 묘사하며 조용하게 끝난다.
1872년에서 1874년 사이에 착상한 이 곡은 스메타나가 1874년 완전히 귀가 멀기 전에 거의 완성되어 있던 유일한 곡이었다. 연주 시간은 대개 15분 정도이다.

## 제2악장 '블타바'

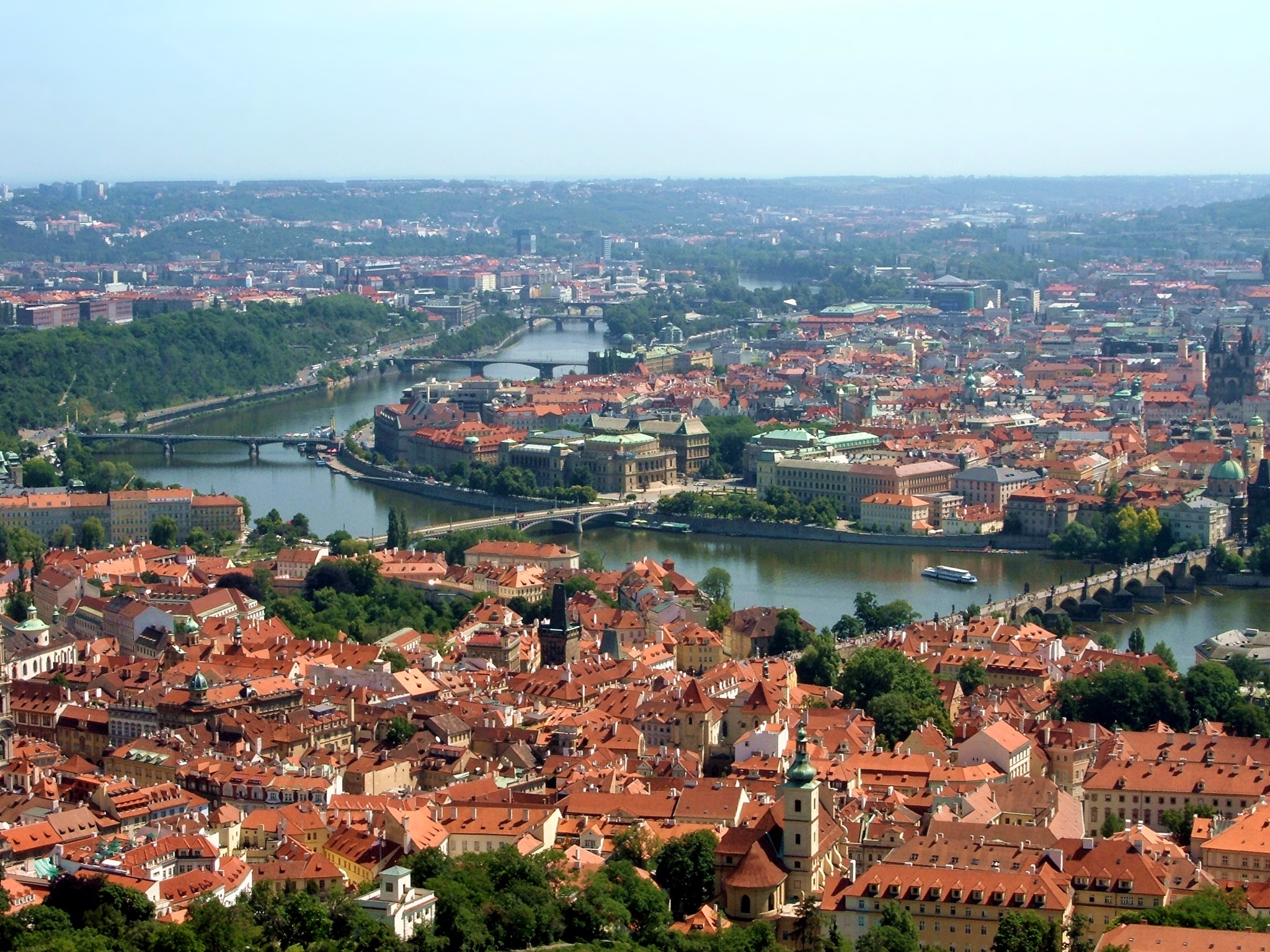
프라하의 블타바강.

Allegro con moto non Agitato (빠르고 활기차고 성급함없이), 마단조, 6/8박자
블타바(체코어: Vltava)는 흔히 독일어 명칭 몰다우(Die Moldau)로도 알려진 곡으로, 1874년 11월 20일에서 12월 8일 사이에 작곡되었으며, 1875년 4월 4일에 초연되었다. 연주 시간은 대략 12분 정도이며, 조성은 마 단조이다. 체코슬로바키아의 보헤미아 중앙부를 지나 프라하 시를 흘러가는 블타바 강을 묘사했다.
이 곡에서 스메타나는 보헤미아의 장대한 강의 소리를 떠올리게 하는 톤 페인팅(tone painting)을 구사하고 있다. 작곡가 본인은 다음과 같이 말했다:
| “ | 이 곡은 작은 두 샘에서 발원하여 이 차가운 강과 따뜻한 강의 두 줄기가 하나로 모여 숲과 관목들을 지나 농부의 결혼식, 밤에 달빛을 받으며 추는 인어들의 원무, 주변에 바위가 있는 가운데 솟은 성과 궁전과 폐허를 지나가는 블타바 강의 흐름을 나타내었다. 블타바는 성 요한의 급류에서 소용돌이 치다가 프라하를 향해 잔잔히 흘러가며 뷔세흐라트 성을 지나 저 멀리 라베강(독일어로 엘베강)과 합류하며 장엄하게 사라진다. | ” |

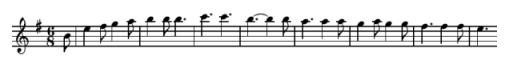
블타바의 주제.

이 곡에는 스메타나의 곡 중 가장 유명한 곡조가 등장한다. 이것은 이탈리아 르네상스 시대에 나온 민요 라 만토바나를 차용한 것으로, 이 민요는 이스라엘의 국가 하틱바에도 쓰인다. 이 곡조는 체코의 옛 민요 "고양이는 구멍을 기어다니네"(Ko?ka leze dirou)에도 주요 멜로디로 나온다.
블타바는 두 수원지의 물줄기 흐름, 숲과 강에서 일어나는 사냥, 농민들이 춤추는 모습, 달빛과 요정의 춤, 재현, 급류 총 8개의 부분을 나뉘는데, 본래 두 강이 만나서 하나의 강이 되는 몰다우 강을 플룻과 클라리넷으로 두 줄기를 묘사하는데, 블타바 강이 흐르는 것을 훌륭하게 묘사한 것으로 평가 받는다.

## 제3악장 '사르카'
Piu Modelato Asai - Modelato (더 적당히 빠르게 - 보통으로 빠르게), 가단조, 4/4박자
세번째 곡은 1875년 2월 20일에 완성되었는데, 고대 체코 전설의 여자들의 전쟁에 나오는 여전사 샤르카(Šárka)의 이름에서 나온 것이다. 그는 스스로 미끼가 되어 자신을 나무에 묶었다가 Ctirad 왕자에 구출된다. 그는 꿀술을 마시고 취한 자신의 동료들에게 가는데, 그들이 잠든사이 Ctirad 에게 다른 여전사들이 약속한 신호인 사냥 나팔을 불도록 설득하다 이내 사랑에 빠지게 된다. 시는 모든 남자가 살해된 장면에서 끝난다.정말 아름다운 노래이다

## 제4악장 '보헤미아의 목장과 숲'
Moderato - Allegro Poco vivo, Ma non Tropo (보통으로 빠르게 - 약간 쾌활하게, 그러나 지나치지 않게), 사단조, 2/4박자
네번째 곡 보헤미아의 목장과 숲(Z českých luhů a hájů)은 1875년 10월 18일에 완성되었다. 초연은 1878년 12월 10일에 이루어졌다. 이 곡은 체코의 아름다운 전원을 묘사하고 있다. 이것은 줄거리는 없지만 숲의 장려함을 묘사하고 뒤이어 활기찬 마을 축제가 나온다.

## 제5악장 '타보르'
Lento - Molto vivace (느리게 - 아주 빠르고 생기 있게), 라단조, 3/2박자
다섯번째 곡 타보르(Tábor)는 1878년 12월 13일에 완성되었으며, 1880년 1월 4일에 초연되었다. 이곡은 후스 전쟁 당시 후스파가 건설하여 이들의 중심지가 된 보헤미아 남부의 도시 타보르에서 나온 이름이다. 이 주제는 후스파의 찬송가 "신의 전사인 사람들"(Ktož jsú boží bojovníci)의 첫 두 악절을 인용한 것이다.

## 제6악장 '블라니크'
Allegro molto (매우 빠르게), 라단조, 3/2박자
여섯번째 곡 블라니크(Blaník)는 1879년 3월 9일에 완성되어 1880년 1월 4일에 초연되었다. 곡명은 전설에 따르면 성 바츨라프(보헤미아의 바츨라프 1세 공작)의 거대한 기사 군대가 잠들었다고 하는 블라니크 산에서 나온 것이다. 기사들은 일어나 누란지위에 처한 나라를 도왔다. (때로는 사방에서 공격하는 네 적군을 묘사하기도 한다)
음악적으로 블라니크는 타보르가 끝나자마자 시작하는데, "망치소리"의 반복 악구가 마치 전투가 막 끝난 여파가 남듯이, 끝나지 않고 계속 이어지는 것이다. 그리하여 타보르와 블라니크 두 곡은 첫 두 곡인 뷔세흐라트와 블타바처럼 한 곡처럼 붙어있다. 뷔세흐라트에 나오는 높은 성의 주제가 블타바의 장려한 종결을 장식하듯, 블라니크의 종결부에도 당당하게 등장한다. 다시 타보르에 나오는 후스파 찬송가가 인용되는데, 이때는 세 번째 악절이 나와 곡 마지막의 행진곡에서 울린다. 이 멜로디의 원래 가사는 찬송가 가사 "결국 그와 함께 그대들은 언제나 승리하리라"로, 체코 국가가 이루게 될 승리와 관련되어 있다.

## 악기 편성
- 목관악기: 피콜로, 플루트2, 오보에2, 클라리넷2, 바순2
- 금관악기: 호른4, 트럼펫3, 트롬본3, 튜바
- 타악기: 팀파니, 큰북(2악장만), 심벌즈, 트라이앵글(5악장 제외), 글로켄슈필
- 현악기: 하프2(1~2악장만), 현악 5부